# Grillz (chanson)
Singles de Nelly
Fly Away
Grillz est le dernier single de l'album Sweatsuit du rappeur Nelly. Produite par Jermaine Dupri et en duo avec le rappeur Paul Wall ainsi qu'avec Ali & Gipp de son label Derrty Ent., la chanson se hissera en tête du Billboard Hot 100 devant Check on It de Beyoncé avant de lui céder sa place.
le grillz est un dentier qui peut être composé de toutes sortes de pierres précieuses ou métals tels que les diamants et l'or.